# کانسپشن، میزوری
کانسپشن (به انگلیسی: Conception) یک منطقهٔ مسکونی در ایالات متحده آمریکا است که در شهرستان نوداوای، میزوری واقع شده‌است.